# Gizarma

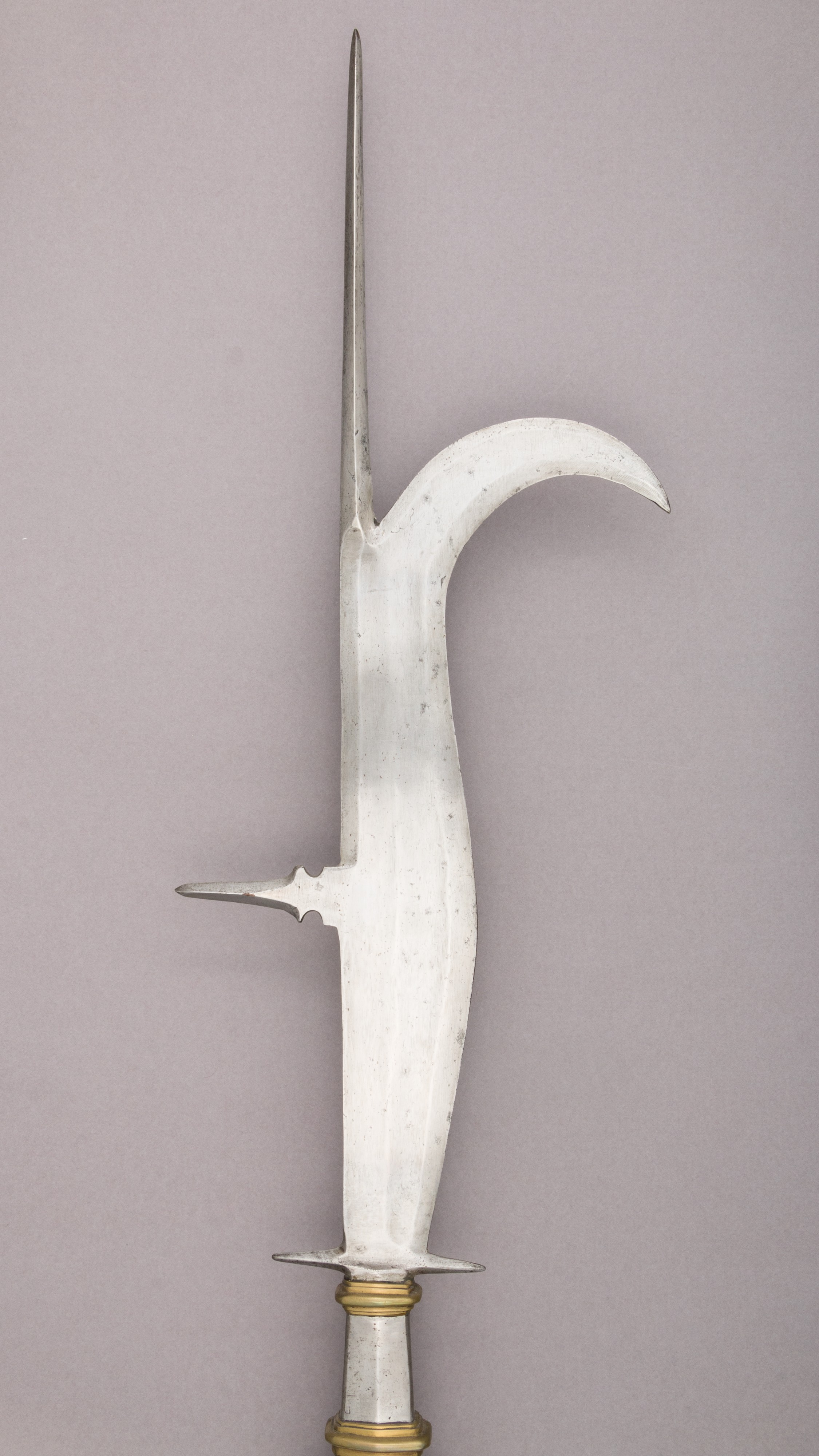
Żeleźce gizarmy

Gizarma – broń drzewcowa o długim, płaskim grocie osadzonym na drzewcu długości 2–2,5 metra, zdobionym często w późniejszym okresie chwostem u nasady żeleźca. Początkowo żeleźce miało kształt kosy osadzonej pionowo, z długim, poziomym szpikulcem po tępej stronie oraz dwoma kolcami sterczącymi na boki. W końcowym okresie średniowiecza i w czasach późniejszych żeleźce uległo znacznym modyfikacjom, pozostał skierowany wprost ku górze ostry grot, poniżej niego znajdował się sierpowaty hak, a pod nim, po przeciwnej stronie kolec skierowany w bok. Przy nasadzie żeleźca znajdowały się kolejne dwa kolce, skierowane w przeciwne strony.
Broń ta była używana przez piechotę, głównie w starciach z konnicą (haki umożliwiały ściągnięcie jeźdźca na ziemię). Gizarma pojawiła się w XI wieku we Francji wywodząc się najprawdopodobniej od narzędzia do trzebienia krzaków, potem w Anglii, w XV wieku rozpowszechniła się w Europie Zachodniej, w Polsce używana wyłącznie przez piechotę gdańską. Później wyszła z użycia bojowego, stając się, podobnie jak halabarda i glewia, bronią paradną, aby w XVII wieku zaniknąć zupełnie.